# Tragedia (Klimt)
Tragedia es una obra de pequeño formato (41,9 x 30,8 cm) que el pintor austríaco Gustav Klimt realizó en el año 1897 mediante la técnica del carboncillo y lápiz lavado con retoques de oro y blanco. 
Este dibujo forma parte de un conjunto de láminas que fue encargado por Martin Gerlach en 1883 para una edición de tres volúmenes titulada Alegorías y emblemas. Esta representación de la alegoría de la Tragedia sería el tercer dibujo que el artista pintó para el segundo volumen de la serie en la que constan otras representaciones como Amor y Escultura. En el transcurso de la realización de estas láminas el lenguaje pictórico del pintor experimentó una transformación que sería significativa en la evolución de su obra.

## Contexto de la obra

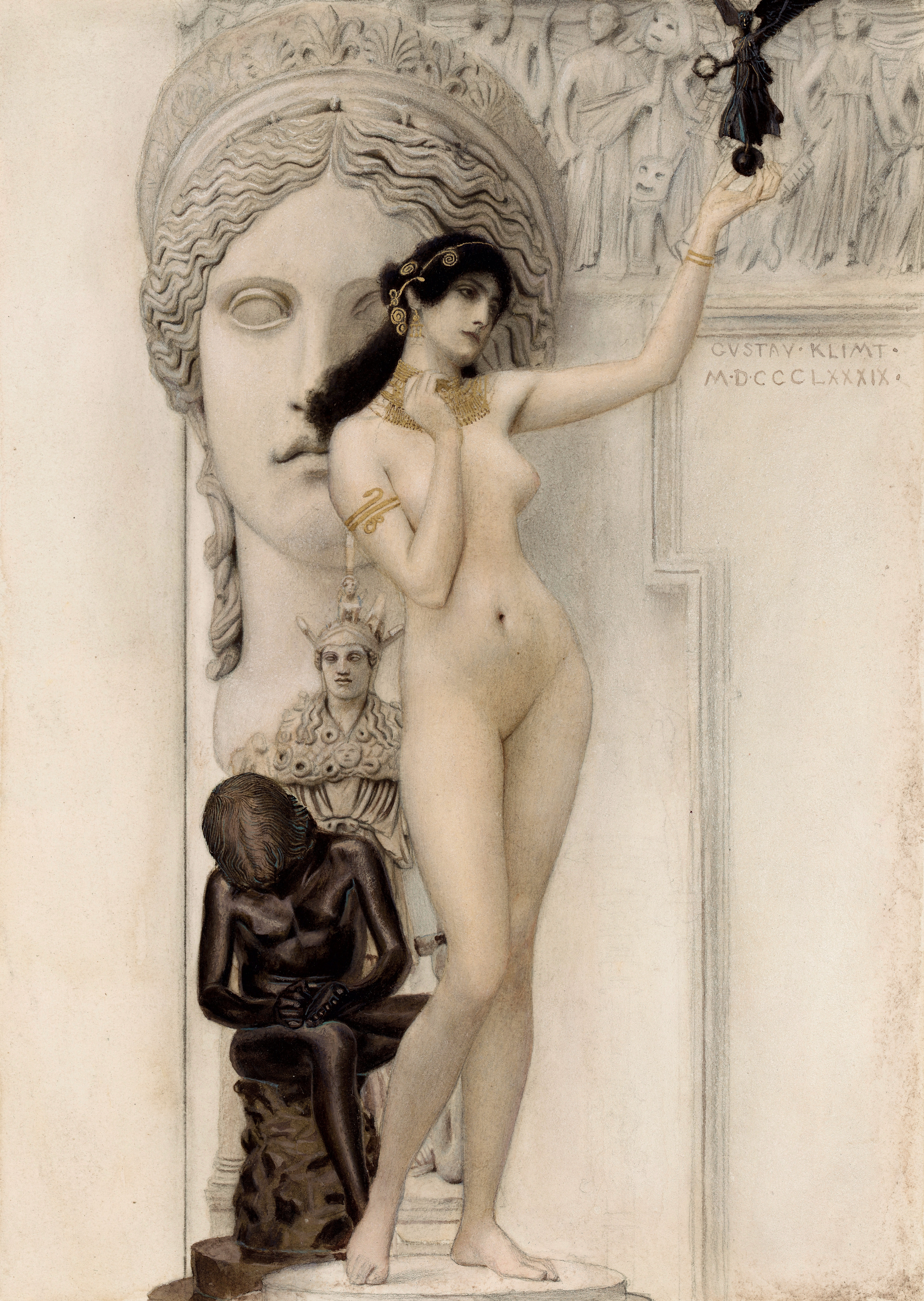
Escultura, de Gustav Klimt (1888-89).

A finales del siglo XIX Viena sufría una decadencia en el devenir político-social por el fracaso del liberalismo, así como por el debilitamiento del imperio austrohúngaro que se vio despojado de su poder en el entorno internacional. Ante la situación tan deprimente que sufría la Viena de fin-de-siècle el arte se convirtió en una vía de escape ante la angustia que suponía esta precaria situación cultural, política y social. De esta manera surge una transformación cultural en la cual se abandonan los antiguos preceptos dando lugar a un proceso de modernización en la esfera artística.
En este contexto se funda la Sezession vienesa en 1897 de la cual Gustav Klimt fue el primer presidente. Esta asociación se formó por la agrupación de una serie de artistas que estaban en contra del halo conservador y de la ética tradicional que había impregnado la antigua Viena. La creación de esta asociación respondía a la búsqueda de un nuevo arte liberal y experimental alejado de la enseñanza academicista de espíritu historicista, lo que supuso una innegable revolución en el panorama artístico local. 
Gustav Klimt fue, sin duda, uno de los primeros en manifestar esta postura reivindicativa ya que él mismo había empezado su carrera artística bajo la enseñanza academicista y era consciente de la necesidad de un cambio. A través de sus pinturas y escritos nuestro pintor encarna su lucha.

## Análisis y descripción formal
Esta obra constituyó un punto de inflexión en la evolución del pintor puesto que, aunque emplea aún elementos tradicionales de impronta clasicista podemos ver un nuevo lenguaje en cuanto al contenido. Anuncia aquí los principios fundamentales que definirían su estilo influenciado por la impronta del Simbolismo holandés y belga. 
En el recuadro central aparece la musa Melpómene como una representación alegórica de la Tragedia en una posición frontal e hierática. Aparece provista de una indumentaria contemporánea y algunos de sus atributos como la máscara, la corona y otras joyas pintadas en oro. El gesto dramático de la máscara contrasta con el rostro imperturbable de la joven cuya mirada desafía al espectador. La máscara es símbolo de ese dualismo entre la apariencia exterior y la realidad interior que está oculta.
El hecho de que la alegoría se presente como una mujer no constituye una novedad ya que en la Historia del Arte estas figuras siempre han estado encarnadas mediante la figura femenina. Sin embargo, la originalidad de Klimt reside en el modo de representar con su propio lenguaje plástico a la mujer de manera real, desprovista de idealización, una de sus primeras representaciones de la femme fatale cuyo motivo es influenciado por el estilo de los Prerrafaelistas. A través de esta figura representa esa dualidad de la femme fatale típica de final de siglo, que con su inquietante mirada amenazadora tiene la habilidad no sólo de inquietar al espectador sino también de seducirlo. Además, el pintor ya introduce aquí las características que definen a las mujeres fatales que representa en su obra de madurez: la palidez de la piel, el cabello de color rojizo y los ojos claros.
Además, los detalles en oro que realiza para las joyas responden a un criterio decorativo impuesto por su instrucción academicista que incluye con brevedad. Sin embargo, posteriormente la pintura en oro cobra mayor importancia en sus cuadros, así como un significado mucho más profundo, casi espiritual, lo cual será una constante en su obra. La influencia vendría dada por la visión analógica que se gesta en el medievo en torno a la metafísica de la luz.
Seguidamente, en el marco de tipo arquitectónico que rodea la imagen principal aparece una leyenda en la que aparece inscrita la palabra “Tragoedie”. En este marco el pintor ha introducido, con unos contornos finos y suaves, unas figuras bastante estilizadas. Aparecen dos figuras femeninas de corte clásico que se encuentran enfrentadas. En medio de las dos figuras aparece un dragón, de clara influencia oriental, que parece alcanzarlas con su cola la cual rodea todo el marco a modo de orla. Una de ellas aparece tapándose los ojos con una mano mientras que la otra inclina la cabeza hacia atrás, con una expresión dramática, debido a la aparente lucha que mantienen con el dragón. 
Las dos partes de la composición aparecen claramente diferenciadas debido a los fuertes contrastes que se visualizan entre las zonas oscuras del motivo central y la claridad del marco en cuya moldura predomina el blanco propio del papel, creando una especie de “silencio”. También representa los contrastes lumínicos a través de la pálida piel de la protagonista y los detalles en oro de las joyas, siendo las principales fuentes de luz. Por otro lado, la densidad de la línea va disminuyendo progresivamente de tal manera que se produce un juego ornamental. El pintor también juega con el espacio vacío en el marco, lo cual demuestra su soberbia habilidad técnica.